# Trembleuse

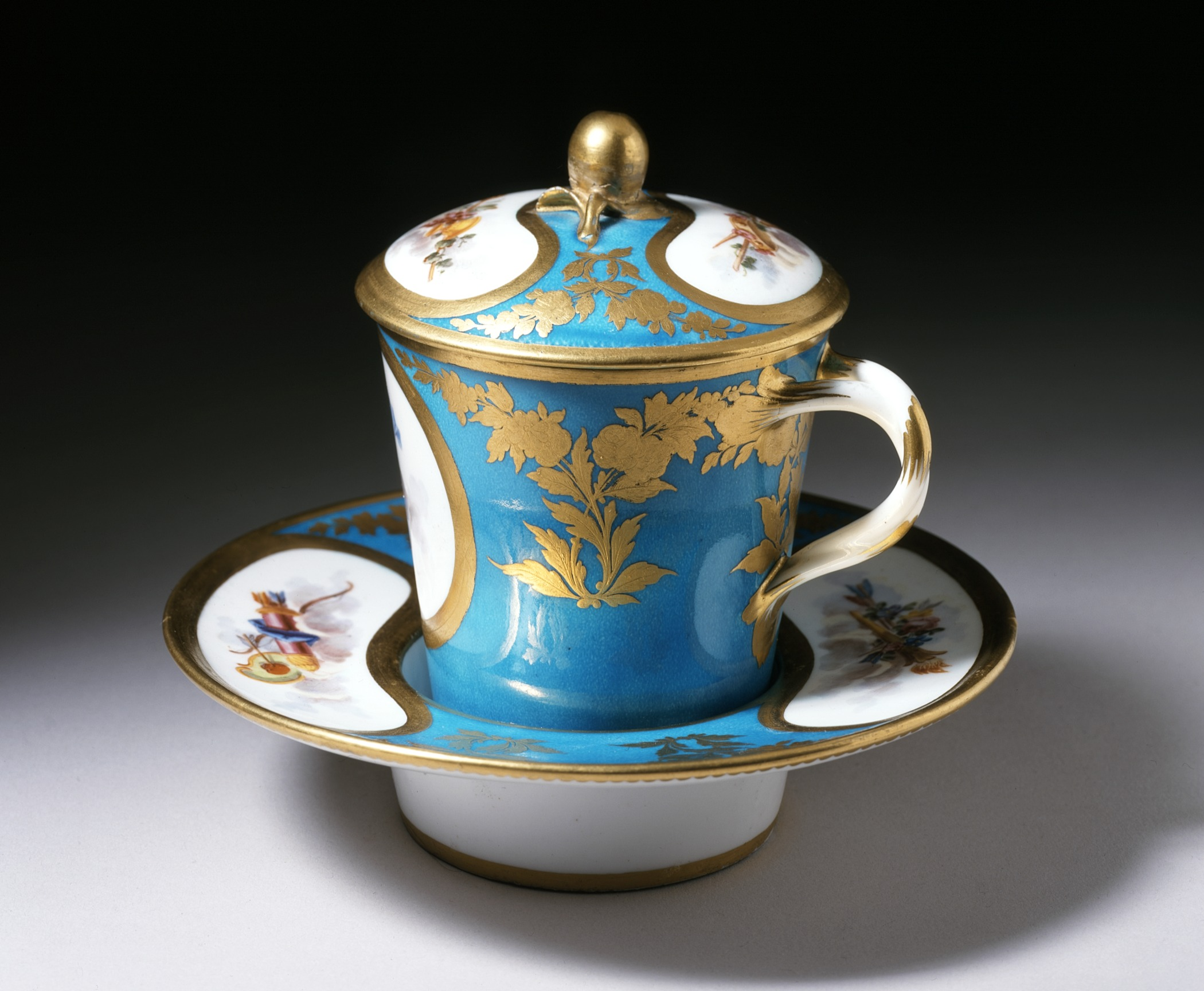
Trembleuse, par Étienne-Jean Chabry (v. 1776), Sèvres, Musée d'art du comté de Los Angeles

Une trembleuse, ou tasse trembleuse, est une tasse qui s'emboîte dans sa soucoupe. Cet objet, le plus souvent en porcelaine, permet d'éviter de renverser le liquide contenu dans le récipient. Selon la tradition, il était réservé aux personnes souffrant de tremblements, d'où son nom, mais était vraisemblablement destiné aux consommateurs de chocolat chaud pour leur permettre de brasser le contenu de la tasse sans risque. 
La boisson contenue dans la tasse était à l'origine le chocolat chaud. La trembleuse qui est d'origine espagnole apparaît dans l'Europe du XVIIe siècle parallèlement à l'engouement pour le cacao et le chocolat qui est à cette époque une boisson exotique de luxe.

## Description

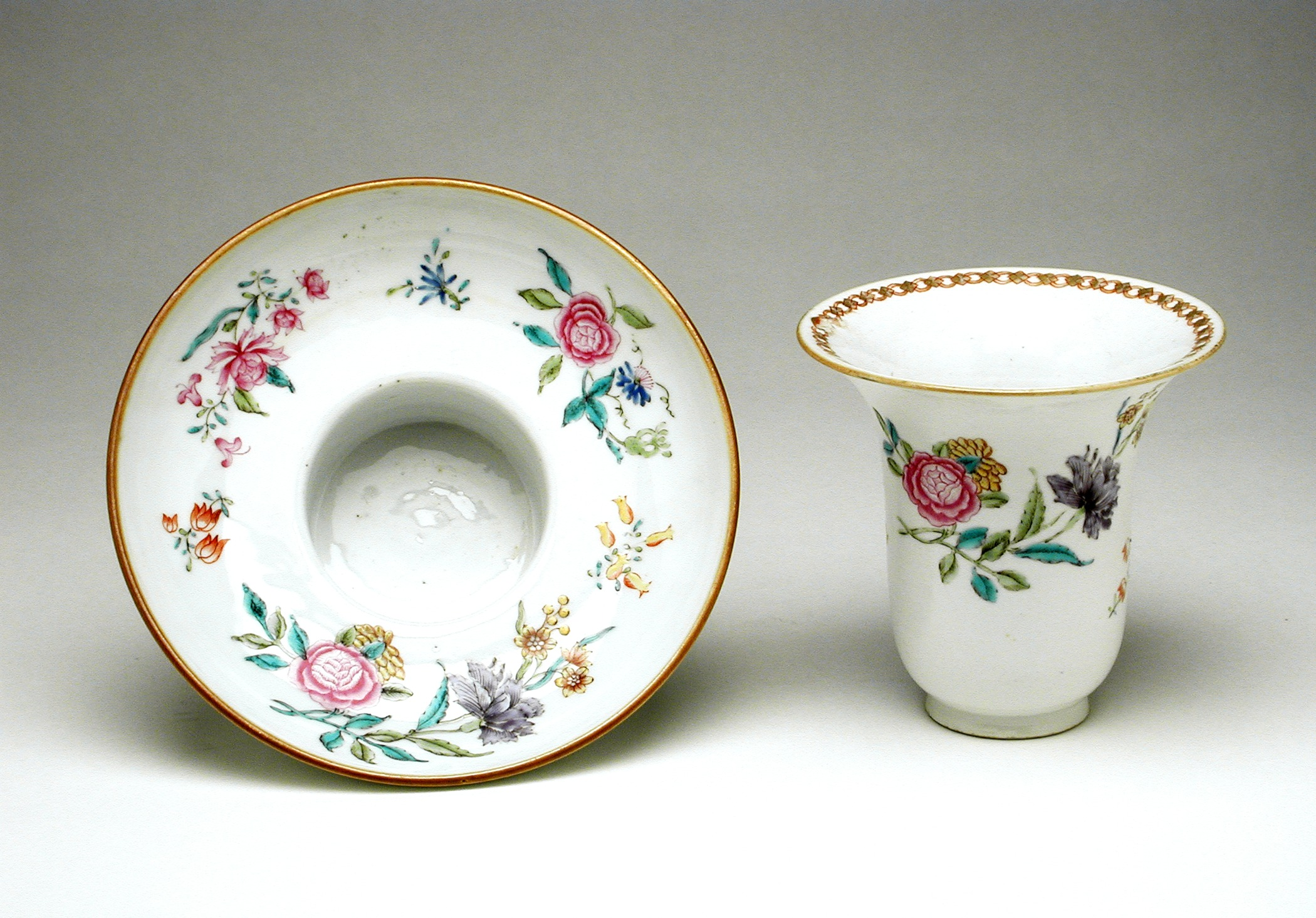
Trembleuse avec soucoupe creusée en son milieu, Chine, règne de Qianlong, XVIIIe siècle.

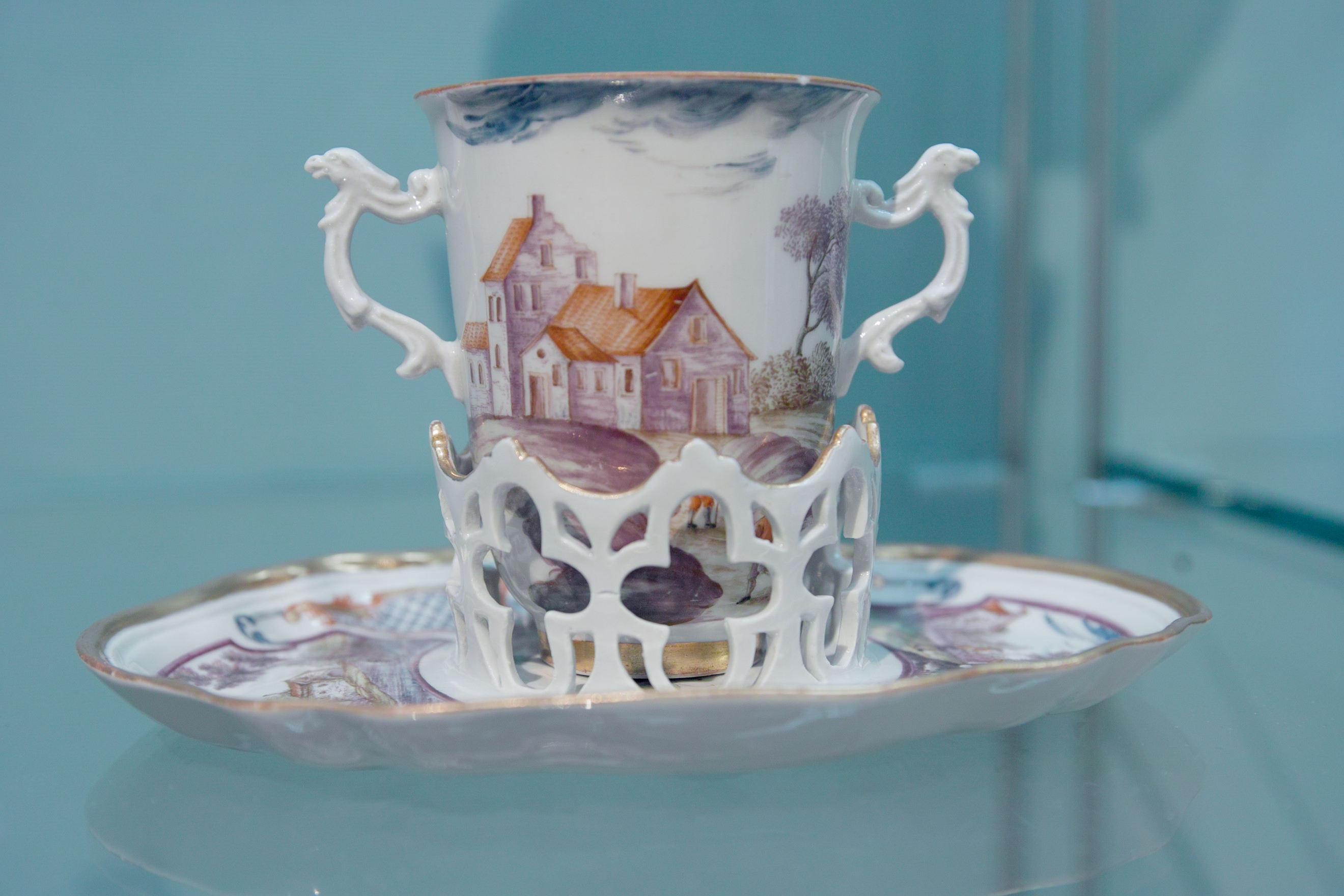
Trembleuse avec rebord, porcelaine de Vienne, par Du Paquier (entre 1730 et 1750).

Le centre de la soucoupe est soit creusé comme un puits pour recevoir la tasse, soit garni d'une bordure pour empêcher le récipient de glisser. La tasse peut ne pas comporter d'anse (ce qui fait d'elle un gobelet), ou en comporter une ou même deux. Parfois, un couvercle surmonte la trembleuse.

## Histoire
L'origine de cette soucoupe évidée en son centre, apparue en France dans les dernières années du XVIIe siècle,, semble être la mancerina espagnole, dont l'invention, quelques décennies plus tôt, est attribuée à Pedro Álvarez de Toledo y Leiva (1585-1654), premier marquis de Mancera et vice-roi du Pérou de 1639 à 1648,. Lors des tertulias qu'il organisait au Pérou, il aurait lancé l'usage de la mancerina, avant de l'introduire en Espagne. La mancerina était fabriquée initialement en argent ou en céramique et sa forme s'inspire du coquetier médiéval afin de stabiliser la tasse de chocolat. Puis, à mesure que la mode du chocolat gagnait l'ensemble des pays d'Europe, la trembleuse est devenue un objet de porcelaine.
La plupart des grandes manufactures de porcelaine, dont celles de L'Alcora en Espagne, de Sèvres, de Meissen et de Vienne, ont produit des trembleuses. 
Dans son catalogue de 1759, la Manufacture royale de Sèvres désigne une trembleuse comme un gobelet et soucoupe enfoncée.